# Witalij Łobacz
Witalij Łobacz (biał. Віталій Лобач; ur. 27 lipca 1990) – białoruski wioślarz.

## Osiągnięcia
- Mistrzostwa Europy – Brześć 2009 – czwórka bez sternika wagi lekkiej – 10. miejsce[1].